# Musajlima
Musajlima (مسيلمة), właściwie Maslamah ibn Habib (مسلمة بن حبيب) – jeden z wielu współczesnych Mahometowi proroków. Imię Musajlima jest zdrobnieniem imienia Maslamah. Tak nazywał go prorok Mahomet, aby go ośmieszyć i przez to pomniejszyć wagę jego słów. Często dodawał również epitet „Kłamca” (arab. الكذّاب - al-Kadhdhaab), a nawet „Kłamca nad kłamcami”. Chociaż przypisuje mu się naśladowanie Mahometa, istnieją przesłanki, iż swą działalność rozpoczął jeszcze przed nim. Zginął pokonany przez wojska kalifa Abu Bakra pod dowództwem Chalida ibn Walida w bitwie pod Jamamą (634 r.).

## Twórczość
Niektórzy islamscy autorzy podają przykłady wypowiedzi Musajlimy by ujawnić jego nieudolność wysławiania się. Są to parodie tekstów z Koranu lub aluzje do jego interpretacji. Np.:
Słoń. Co to jest słoń? A któż wam powie cóż to jest słoń? Ma klejący się ogon i długą trąbę. Oto jedna jeszcze drobnostka pośród stworzeń Pana.
albo
O góralki, o góralki! Jesteście tylko uszami i klatką piersiową, a cała reszta tylko grzebie i kopie.
Ibn Ishak podaje w swym dziele „Sirat ar-Rasul” (Życie Proroka) więcej przykładów, m.in. słynne wersety znane pod nazwami „Sura Musajlimy” lub „Aja Musajlimy”:
Allah jest łaskawy dla ciężarnej niewiasty. On wydobył z niej żywą istotę, poruszającą się. Z jej wnętrza.
Ten werset jednak charakteryzuje wielki kunszt wypowiedzi, przez niektórych porównywany nawet z kunsztem samego Koranu, co dowodzi, że Musajlima nie był tak nieudolny, jak się go próbuje pokazać.